# Interkosmos 14
Interkosmos 14 (Интеркосмос 14 em russo), também denominado de DS-U2-IK Nº 7, foi um satélite artificial soviético lançado em 11 de dezembro de 1975 por meio de um foguete Kosmos-3M a partir do Cosmódromo de Plesetsk.

## Características
O Interkosmos 14 foi o sétimo e último membro da série de satélites DS-U2-IK, foi dedicado ao estudo da ionosfera terrestre e foi uma das contribuições para o programa Estudo Magnetosférico Internacional (IMS por sua sigla em inglês). O satélite levava cinco experimentos a bordo para medir as emissões ELF (Extremely Low-Frequency, frequência extremamente baixa) e VLF (Very Low-Frequency, frequência muito baixa) da magnetosfera terrestre, bem como a variação da densidade do plasma ionosféricas e temperatura de elétrons ao longo de sua órbita, a variação do conteúdo total de elétrons da ionosfera e da energia e características de penetração das chuvas de meteoros.
O satélite orientava-se magneticamente e tinha um sistema de telemetria padrão e um sistema de banda larga para transmitir dados em tempo real ou a partir do armazenamento a bordo, que consistia em uma gravadora de fita.
O mesmo estava enquadrado dentro do programa de cooperação internacional Interkosmos entre a União Soviética e outros países. Foi injetado em uma órbita inicial de 1707 km de apogeu e 345 km de perigeu, com uma inclinação orbital de 74 graus e um período de 105,3 minutos. As operações com o satélite finalizados em 28 de junho de 1976 e reentrou na atmosfera em 27 de fevereiro de 1983.